# Мегрелишвили, Мамия Амберкович
Мамия Амберкович Мегрелишвили — советский хозяйственный, государственный и политический деятель.

## Биография
Родился в 1922 году в Тифлисе. Член КПСС с 1942 года.
С 1940 года — на хозяйственной, общественной и политической работе. В 1940—1983 гг. — секретарь комитета комсомола института, второй, первый секретарь Первомайского райкома комсомола, первый секретарь Тбилисского горкома комсомола, первый секретарь ЦК ЛКСМ Грузии. первый секретарь Батумского, Кутаисского горкомов партии, заведующий отделом ЦК КП Грузии, министр Государственного контроля, министр местной промышленности Грузинской ССР, Председатель Государственного комитета Грузинской ССР по печати, управляющий делами Совета Министров Грузинской ССР, Министр торговли Грузинской ССР, Председатель Государственного комитета Грузинской ССР по ценам.
Избирался депутатом Верховного Совета СССР 4-го созыва, Верховного Совета Грузинской ССР 3-го, 5-10-го созывов. Отличник физической культуры (1949).
Умер в Тбилиси после 1985 года.